# Новая антикапиталистическая партия
Новая антикапиталистическая партия (фр. Nouveau parti anticapitaliste, NPA) — леворадикальная политическая партия во Франции, основанная в феврале 2009 года. Партия не позиционирует себя в качестве троцкистской, хотя влияние Воссоединённого Четвёртого интернационала в ней достаточно велико. Основу партии составила французская Революционная коммунистическая лига, самораспустившаяся перед учредительным конгрессом НПА. Среди основателей партии были известные интеллектуалы и ветераны Красного мая 1968 года Даниэль Бенсаид, Ален Кривин, Михаэль Лёви; из членов НПА кандидатами на президентских выборах были Оливье Безансно и Филипп Путу; ряд бывших активистов НПА сделали последующую карьеру в других партиях, как Даниэль Обоно и Лейла Шаиби. Несмотря на небольшую численность (несколько тысяч членов), играет заметную роль в профсоюзном движении и уличных протестах. 
Партия надеялась стать центром притяжения для всех радикальных левых страны, однако в итоге была оттеснена левопопулистскими проектами вроде «Непокорённой Франции», что способствовало ряду отколов от НПА: «Унитарные левые», «Антикапиталистические левые», «Перманентная революция» (Революционное коммунистическое течение) и т.п. В декабре 2022 года партия раскололась на две группы, которые решили сохранить конструктивные взаимоотношения и названия: NPA – L'Anticapitaliste (большинство) и NPA – Révolutionnaires. Среди причин раскола — различныхе стратегии в отношении Нового народного экологического и социального союза (NUPES). 

## Политические принципы
В июле 2008 года на национальной конференции НПА Оливье Безансно заявил, что партия будет «левой, активистской, антикапиталистической, интернационалистской, антирасистской, экологической, феминистской, борющейся против всех форм дискриминации». Тогда же заявлялось, что целью будущей партии является «строительство новой социалистической демократической перспективы XXI века».
В «Основополагающих принципах», — главном на настоящий момент программном документе НПА, принятом на её учредительном конгрессе в феврале 2009 года, — в частности, ставится вопрос о характере государства. Программа говорит о том, что государство и его институты являются инструментами буржуазии, они не могут быть поставлены на службу политической и социальной трансформации, и что, следовательно, они должны быть свергнуты. В «основополагающих принципах» также говорится, что «единственным ответом на глобальный кризис капитализма, от битвы с которым зависит будущее всего человечества, является борьба за социализм XXI века, демократический, экологический и феминистский». На учредительном конгрессе НПА шла дискуссия об окончательной формулировке — «социализм», «экосоциализм» или «социализм XXI века». По итогам голосования была сохранена последняя формулировка.

## Создание партии

### Подготовительная работа
После выборов президентских выборов 2007 года, победу на которых одержал Николя Саркози, среди левых, в том числе и Революционной коммунистической лиги (РКЛ), началась дискуссия о формировании левой альтернативы новому правительству. 2007—2009 годы были отмечены резким подъёмом забастовочной и протестной волны. Летом 2007 года решение о запуске проекта новой антикапиталистической партии было принято Национальным руководством РКЛ. В январе 2008 года проходит 17-й конгресс РКЛ, на котором звучит обращение к созданию Новой антикапиталистической партии. В качестве её членской базы рассматривались левые и социальные активисты, молодёжь. Обращение поддержало большинство съезда РКЛ. В нём говорилось:

«Создадим партию, которая объединит в себе опыт борьбы прошлых лет и современный опыт, опыт борьбы рабочих, альтерглобалистов, интернационалистов, экологов, феминистов, антифашистов. Партию, борющуюся против эксплуатации, против всех видов угнетения и дискриминации, за человеческое, индивидуальное и коллективное освобождение. Построим интернациональную партию, которая откажется от грабительской политики по отношению к странам Юга и от воинственной логики Франции, ЕС и США. Независимую партию, которая, в отличие от Социалистической партии, откажется от совместного правления в рамках существующей системы. Партию, не идущую на какие-либо уступки капитализму и господствующему классу. Демократическую партию, задачей которой будет — позволить людям самим управлять мобилизацией, чтобы уже завтра они сами управляли всем обществом и экономикой».

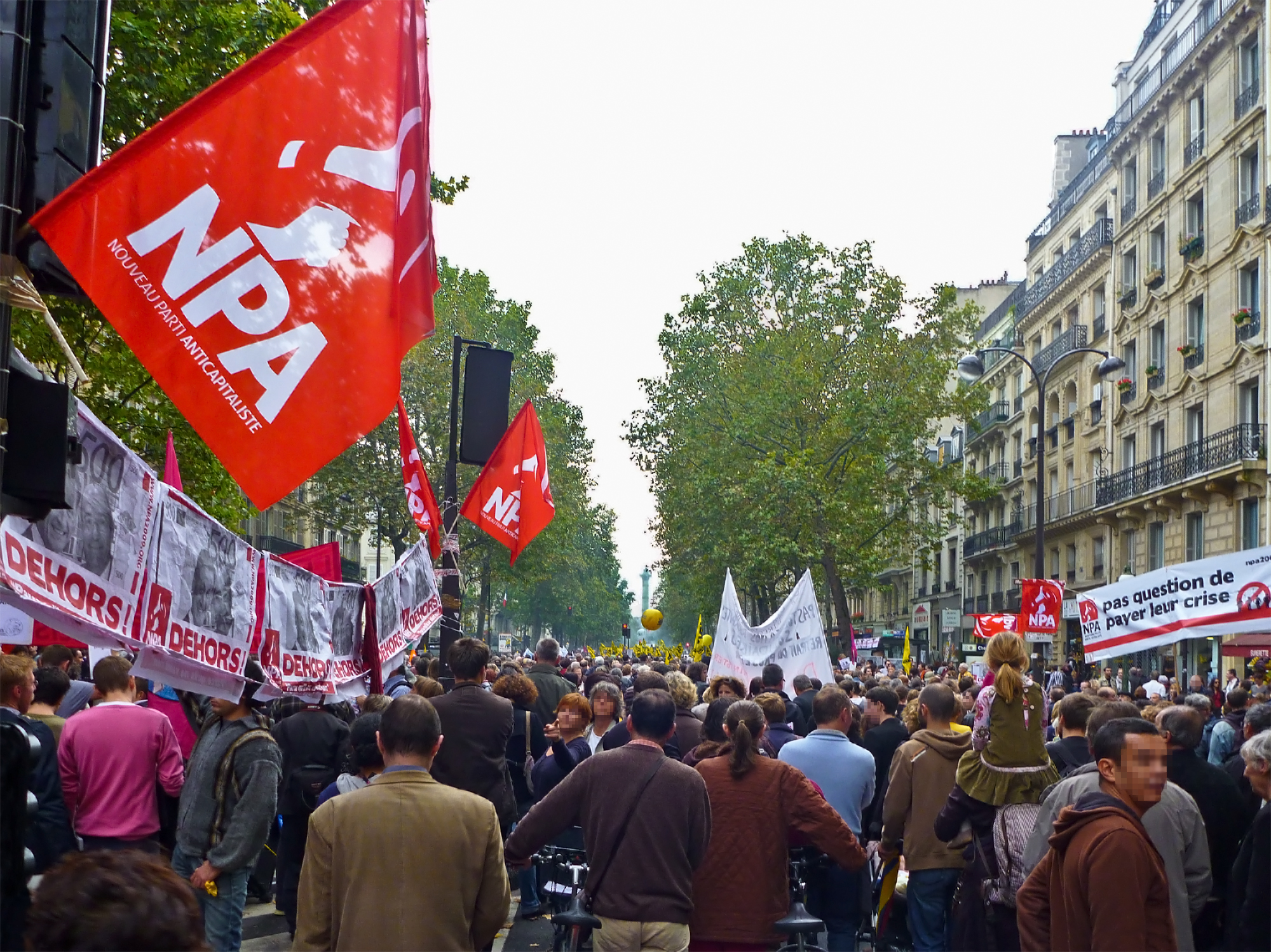
Сторонники НПА во время демонстрации, направленной против пенсионной реформы. Париж, 2 октября 2010.

В конце июня 2008 года проходит национальная конференция НПА. На конференции присутствует около тысячи делегатов, представляющих около 300 комитетов за учреждение НПА. Новая встреча состоялась в ноябре того же года. В ней участвовали представители уже около 400 комитетов. 5 февраля 2009 года в Париже прошёл 18-й конгресс РКЛ, на котором 87 % делегатов проголосовали за роспуск РКЛ.

### Учредительный съезд
На следующий день после роспуска РКЛ, 6 февраля, начал свою работу учредительный съезд Новой антикапиталистической партии, на котором присутствовало около 650 делегатов. Численность партии на момент учреждения составляла 9 123 человека в 467 местных комитетов. Конгресс обсудил и принял программные документы новой партии. В их числе «Основополагающие принципы», в которых анализируется кризис капитализма, ставится задача мобилизации масс и, в долгосрочной перспективе, свержение существующих институтов. Обсуждались будущие выборы в Европарламент в июне 2009 года, участие в них НПА, и возможное в связи с ними сотрудничество с Французской компартией и другими левыми организациями. Большинство делегатов выступило против альянса с коммунистами, которые часто вступают в соглашения с Социалистической партией. Традиционно ориентирующаяся на сотрудничество с Французской коммунистической партией фракция РКЛ «Unir» во главе с Кристианом Пике, оставшаяся в меньшинстве (3,7 % делегатов), отказалась от участия в создании НПА и объявила себя отдельной партией — Унитарные левые.
На конгрессе также обсуждалось название партии. Среди вариантов были: «Новая антикапиталистическая партия», «Революционная антикапиталистическая партия» (Parti anticapitaliste révolutionnaire), «Левая антикапиталистическая партия» (Parti de la gauche anticapitaliste), Антикапиталистическая партия (Parti anticapitaliste) и другие. Основными были первые два варианта, набравшие 53 и 44 % голосов делегатов соответственно.

## Партия

### Структура

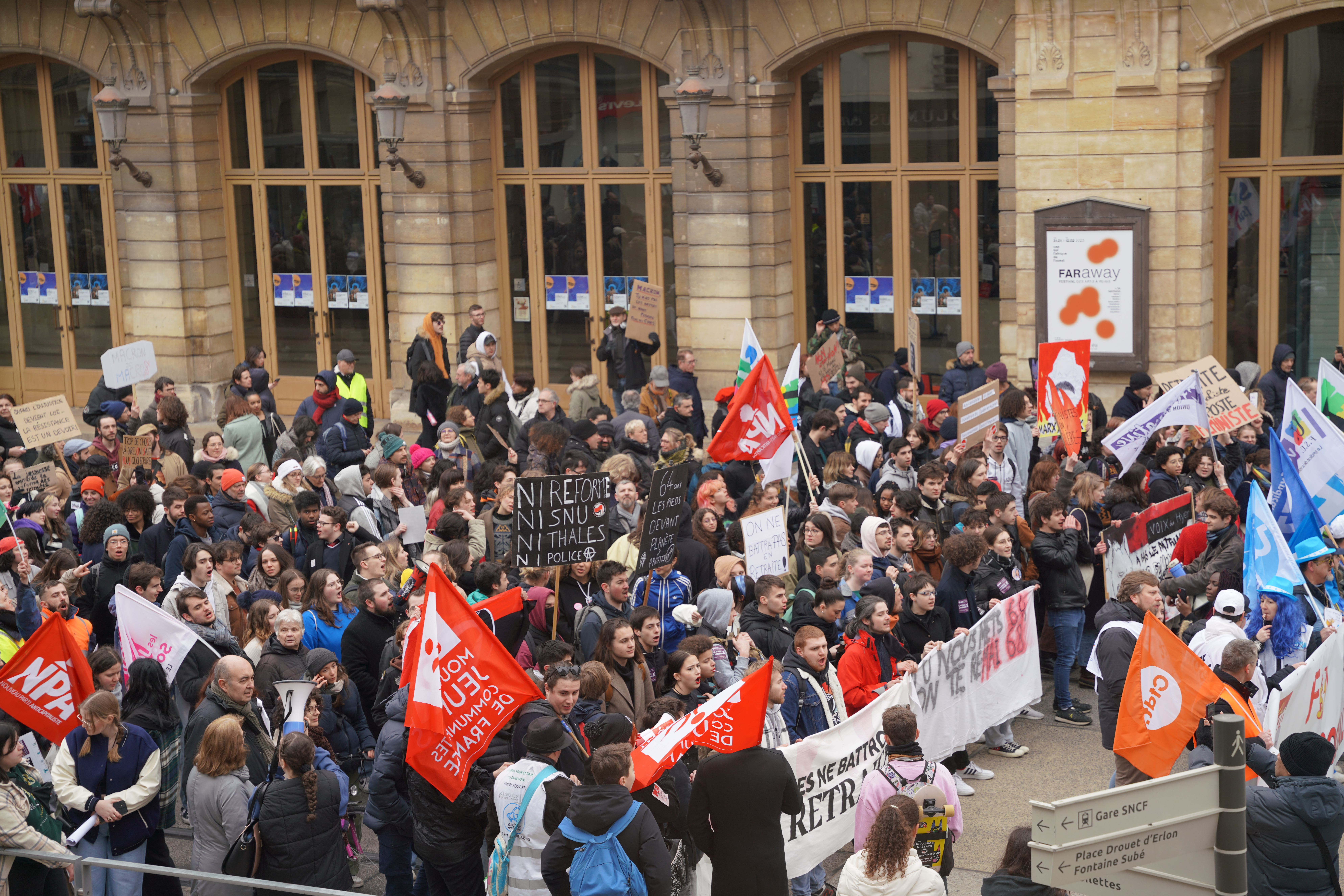
Члены НПА на демонстрации в Реймсе 7 марта 2023 года против пенсионной реформы.

Базовой структурой НПА являются комитеты, объединяющие активистов по территориальному или же профессиональному признаку. Именно вокруг этих комитетов организуется непосредственная активистская деятельность. Основные политические позиции партии вырабатываются на конгрессах (региональных и общенациональном). Конгрессу принадлежит «верховная власть в вопросах программы, политических позиций на общенациональном уровне и организации работы партии». Конгресс избирает руководящие органы, — соблюдая паритет полов и пропорциональное представительство различных политических платформ, за которые были поданы голоса на съезде, — и определяет их полномочия. Руководящие органы должны регулярно ротироваться, их члены могут быть отозваны со своих постов.
На конгрессе делегаты комитетов НПА выбирают национальный политический совет (conseil politique national). В состав совета должно входить примерно 150 человек, хотя на учредительном съезде в него был избран 191 человек. Совет должен собираться примерно четыре раза в год. Из своего состава совет избирает исполнительный комитет (comité exécutif), который отвечает за организацию деятельности партии на общенациональном уровне, представляет НПА, ведет общенациональные кампании, реагирует на текущую социально-политическую жизнь во Франции и в мире, выступает от лица НПА. Исполнительный комитет назначает секретариат и освобожденных работников. Деятельность этих последних подчинена строгим правилам: время их пребывания в должности ограничено (ротация), они могут быть отозваны, некоторые из них являются не полностью, а лишь частично освобожденными.
В партии существует Молодёжный секретариат (secrétariat jeunes), который избирается на национальной молодёжной конференции НПА и утверждается национальным политическим советом. Также действуют тематические комиссии, задачей которых является выработка общей линии и конкретных предложений в той или иной сфере. К ним относятся комиссии по феминизму, экологии, ЛГБТ, образованию, здравоохранению, сельскому хозяйству и так далее.

### Издания
В марте 2009 года был начат выпуск еженедельной газеты «Tout est à nous !» (Всё зависит от нас!). Тираж газеты составляет 9 000 экземпляров. Управляющий и ответственный редактор издания — Франсуа Косталь (François Coustal). По состоянию на 18 ноября 2010 года было выпущено 78 номеров газеты.

### Международные связи
Партия поддерживает тесные отношения с Воссоединённым Четвёртым интернационалом. Входит в объединение «Европейские антикапиталистические левые».

## Участие в выборах

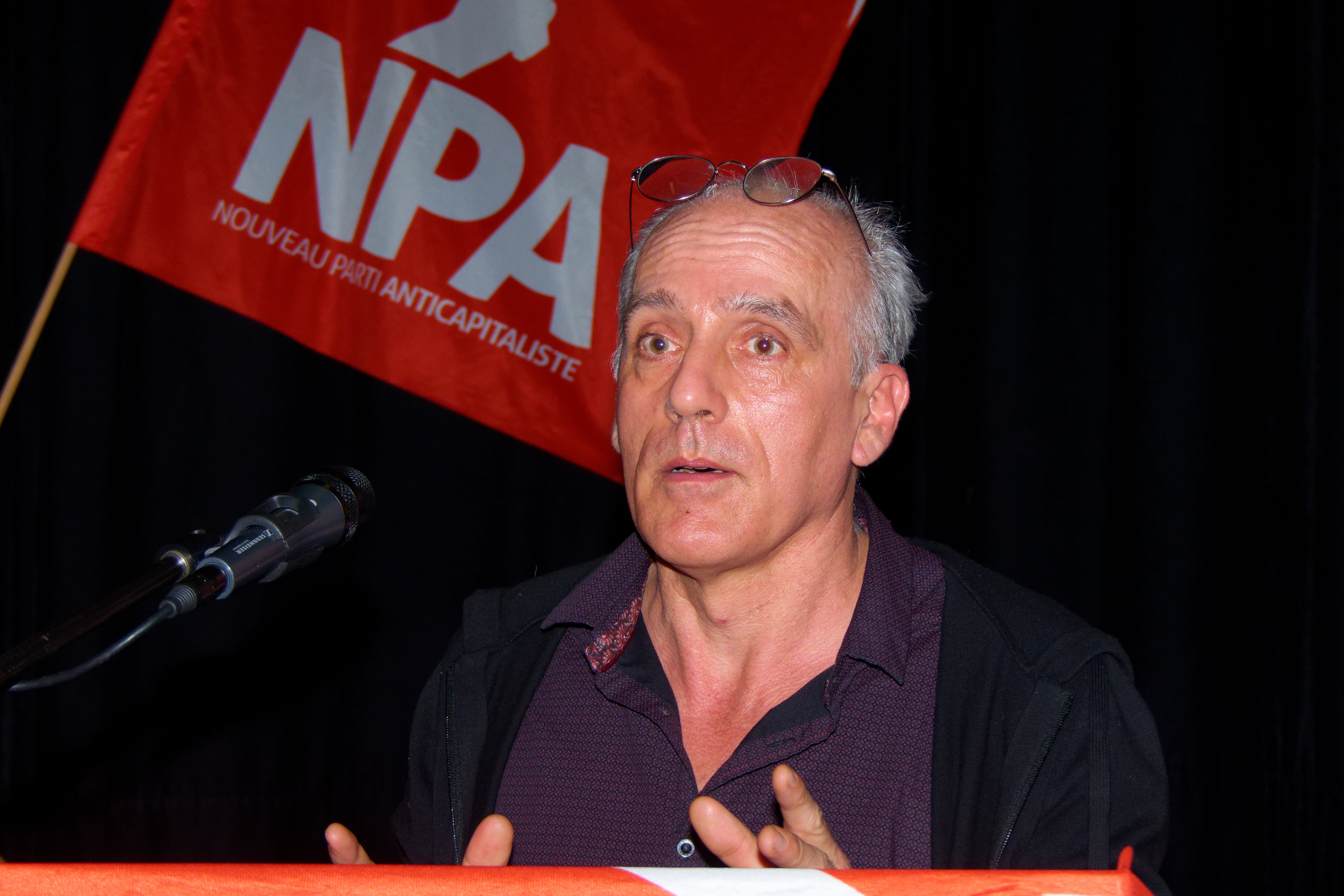
Кандидат НПА на президентских выборах 2022 года Филипп Путу на фоне партийного флага

В выборах партия принимает участие самостоятельно. Не входит в состав Левого фронта. В июне 2009 года Новая антикапиталистическая партия, — наряду с другими партиями, входящими в объединение «Европейские антикапиталистические левые», — приняла участие в выборах в Европарламент. Новая антикапиталистическая партия, впервые участвовавшая в выборах, получила 4,9 % голосов и не провела в парламент ни одного своего кандидата. Тем не менее, результат НПА оказался лучше результата Революционной коммунистической лиги и Рабочей борьбы, выставивших на выборах 2004 года единый список и получивших около 2,6 % голосов.

### Президентские выборы
| Год  | Кандидат    | 1-й тур         | 1-й тур         | 2-й тур         | 2-й тур         |
| Год  | Кандидат    | # всего голосов | % всего голосов | # всего голосов | % всего голосов |
| ---- | ----------- | --------------- | --------------- | --------------- | --------------- |
| 2012 | Филипп Путу | 411 160         | 1,15 (#8)       |                 |                 |
| 2017 | Филипп Путу | 394 505 ▼       | 1,09 (#8) ▼     |                 |                 |
| 2022 | Филипп Путу | 265 834 ▼       | 0,77 (#11) ▼    |                 |                 |